# Jelonka (dopływ Łobżonki)
Jelonka (Jelonek) – struga, lewy dopływ Łobżonki o długości 14,47 km i powierzchni zlewni 49,19 km².
Do Łobżonki wpływa na północ od Dorotowa.